# Wanderson Costa Viana
Wanderson Costa Viana, noto semplicemente come Wanderson (Brasilia, 7 febbraio 1994), è un calciatore brasiliano, attaccante svincolato.